# Caperdonich
Caperdonich était une distillerie de whisky située dans la ville de Rothes, dans la région du Speyside en Écosse, et qui opéra de 1898 à 1902, puis de 1965 à 2002. Le whisky Caperdonich entrait dans la composition de certains des blends de Chivas Regal.

## Histoire
Caperdonich fut construite en 1898 sous le nom de Glen Grant #2 par les fondateurs de la distillerie Glen Grant, J. & J. Grant. Elle fut fermée après quatre ans, et resta en sommeil jusqu'en 1965, où elle fut reconstruite par la société The Glenlivet Distilleries Ltd. La loi britannique interdisait alors à des distilleries opérant simultanément de porter le même nom, et Glen Grant #2 fut rouverte sous le nom de Caperdonich. En 1967, deux alambics charentais chauffés à la vapeur furent ajoutés. Les progrès techniques permettaient à la distillerie d'être opérée par seulement deux personnes.
La distillerie fut vendue à Seagram en 1977, puis vendue au groupe Pernod Ricard en 2001, qui ferma Caperdonich un an après.